# قرار حق العودة للاجئين الفلسطينيين
قرار الجمعية العامة للأمم المتحدة رقم 194 هو قرار تم تبنيه قرب نهاية حرب فلسطين 1947-1949. يحدد القرار مبادئ الوصول إلى تسوية نهائية وإعادة لاجئي فلسطين إلى ديارهم. المادة 11 من القرار تقرر ذلك.
 يدعو القرار أيضا إلى إنشاء لجنة المصالحة التابعة للأمم المتحدة لتسهيل السلام بين إسرائيل والدول العربية، ومواصلة جهود وسيط الأمم المتحدة فولك برنادوت، في أعقاب اغتياله.
من بين أعضاء الأمم المتحدة البالغ عددهم 58 عضوا في ذلك الوقت، اعتمد القرار بأغلبية 35 بلدا، مع تصويت 15 دولة ضده وامتناع 8 دول عن التصويت. وصوتت دول الجامعة العربية الست الممثلة آنذاك في الأمم المتحدة، والتي شاركت أيضا في الحرب، ضد القرار. أما المجموعة المهمة الأخرى التي صوتت ضد فكانت تتألف من الدول الأعضاء في الكتلة الشيوعية، وكلها اعترفت بالفعل بإسرائيل كدولة بحكم القانون. لم تكن إسرائيل عضوا في الأمم المتحدة في ذلك الوقت، واعترضت على العديد من مواد القرار. وبالمثل، رفض الممثلون الفلسطينيون القرار 194.
وقد استشهد بالقرار، وخاصة المادة 11، في قرار الجمعية العامة للأمم المتحدة رقم 302 المنشئ لوكالة الأمم المتحدة لإغاثة وتشغيل اللاجئين الفلسطينيين وقرارات الأمم المتحدة الأخرى. وقد قيل إن القرار يكرس حق العودة للاجئين الفلسطينيين، وهو ادعاء تعارضه إسرائيل.

## الخلفية
خلال حرب فلسطين عام 1948، فر أو طُرد نحو 700,000  فلسطيني عربي، أي 85 في المائة من مجموع السكان الفلسطينيين من الأراضي التي احتلتها إسرائيل. يعتقد وسيط الأمم المتحدة في فلسطين، الكونت فولك برنادوت، أن للفلسطينيين النازحين الحق في العودة إلى ديارهم وكتب عدة تقارير للأمم المتحدة بهذا المعنى. في 28 حزيران/يونيو 1948، خلال هدنة رتبها، قدم سلسلة من الاقتراحات لتسوية للنزاع الفلسطيني سلميًا. أحدها هو أن الأمم المتحدة يجب أن تعترف "بحق سكان فلسطين الذين، بسبب الظروف التي خلقها النزاع هناك، تركوا أماكن إقامتهم العادية، في العودة إلى ديارهم دون قيود واستعادة حيازة ممتلكاتهم". وكان الهدف الثاني هو ضم القدس إلى الأراضي العربية مما أغضب الإسرائيليين. في التقرير الذي قدمه في 16 سبتمبر/أيلول، كتب:
 في التقرير، قال إن "ينبغي للأمم المتحدة أن تؤكد حق اللاجئين العرب في العودة إلى ديارهم في الأراضي التي يسيطر عليها اليهود في أقرب وقت ممكن" وأن الأمم المتحدة يجب أن تشرف على دفع "تعويضات كافية عن ممتلكات" لمن يختارون عدم العودة. رفضت إسرائيل التقرير علنا، لكن وزير الخارجية موشيه شاريت أقر بأنه "ليس من اللطيف أو الإنساني معارضة شيء أساسي وبسيط للغاية: حق الشخص في العودة إلى وطنه الذي طرد منه بالقوة".
بينما اغتيل برنادوت على يد القوات شبه العسكرية اليهودية، شكل إصراره على حق العودة للاجئين أساس القرار 194.

## الآراء
يرى العديد من المنظمات والأفراد أن القرار 194 يكرس حق اللاجئين الفلسطينيين في العودة إلى ديارهم في الأراضي التي احتلتها إسرائيل في حرب عام 1948. أعادت الجمعية العامة للأمم المتحدة التأكيد على القرار 194 كل عام منذ عام 1949 كما أكدت قرارات الأمم المتحدة الأخرى على حق العودة، بما في ذلك قرار الجمعية العامة 169 في عام 1980.
```
لا يعتقد جوشوا مورافشيك أن القرار 194 يكرس حق العودة، مشيراً إلى أن النص ينص على أنه "ينبغي السماح" للاجئين بالعودة إلى ديارهم في "أقرب وقت ممكن عملياً"، وتنطبق هذه التوصية فقط على أولئك الذين "يرغبون في … العيش في سلام مع جيرانهم ".
[
13
]
```

### وجهات النظر الفلسطينية والعربية
صوتت الدول العربية في الأصل ضد القرار 194، لكنها بدأت في عكس موقفها بحلول ربيع عام 1949 وسرعان ما أصبحت أقوى المدافعين عنه. خففت مبادرة السلام العربية لعام 2002 من موقفهم بالدعوة إلى "حل عادل يجب أن تقبله إسرائيل أيضا".
رفض الممثلون الفلسطينيون في البداية القرار 194 لأنهم اعتبروه قائما على عدم شرعية دولة إسرائيل. وبمنطقهم، ليس لإسرائيل الحق في منع عودة "الشعب العربي الأصلي في فلسطين". وفي وقت لاحق، أصبحت منظمة التحرير الفلسطينية ومنظمات فلسطينية أخرى تنظر إلى القرار 194 على أنه أحد مصادر السلطة القانونية لحق العودة., ففي خطاب ألقاه الرئيس الفلسطيني محمود عباس في عام 2009، قال:
وأشار عباس في عدة مناسبات أخرى إلى "حل عادل" للاجئين الفلسطينيين "على أساس القرار 194". كما أعلنت حنان عشراوي، عضو اللجنة التنفيذية لمنظمة التحرير الفلسطينية، أن القرار 194 ينص على حق غير قابل للتفاوض في العودة:
```
وتؤكد 
حركة المقاطعة
[
21
]
 التي يقودها الفلسطينيون على ضرورة امتثال إسرائيل للقانون الدولي من خلال جملة أمور منها "تبني وحماية وتعزيز حقوق اللاجئين الفلسطينيين في العودة إلى ديارهم وممتلكاتهم على النحو المنصوص عليه في قرار الأمم المتحدة رقم 194".
[
22
]
```

### وجهة نظر إسرائيلية
لا تعتقد إسرائيل أن عليها التزاما بالسماح للاجئين بالعودة، وهو رأي أعلنته القيادة الإسرائيلية حتى قبل اتخاذ القرار 194. في اجتماع لمجلس الوزراء في يونيو 1948، صرح ديفيد بن غوريون أول رئيس وزراء لإسرائيل: "لقد خسروا [الفلسطينيون] وهربوا. يجب الآن منع عودتهم... وسأعارض عودتهم أيضًا بعد الحرب". وقد ردد كلام بن غوريون رئيس الوزراء إسحاق شامير الذي أعلن في عام 1992 أن عودة اللاجئين الفلسطينيين" لن تحدث أبدا بأي شكل من الأشكال. هناك فقط حق يهودي في العودة إلى أرض إسرائيل".
كما جادلت إسرائيل بأنها ليست مضطرة لتعويض اللاجئين عن الأراضي والممتلكات التي تركوها. في مؤتمر صحفي في عام 1949، صرح شاريت:
```
في المناقشات حول 
قرار الأمم المتحدة 273
 في عام 1949 بشأن قبول إسرائيل في الأمم المتحدة، وعد ممثل إسرائيل في الأمم المتحدة 
أبا إيبان
 بأن الدولة ستفي بالتزاماتها بموجب القرار 181 والقرار 194. سأل ممثل السلفادور:
[
26
]
```

أجاب إيبان:
وهكذا قوبلت إسرائيل في الأمم المتحدة في مايو 1949 بشرط أن "تقبل دون تحفظ التزامات ميثاق الأمم المتحدة وتتعهد بالوفاء بها من اليوم الذي تصبح فيه عضوا في الأمم المتحدة". لكن إسرائيل لم تمتثل لحق العودة كما أعيد تأكيده في القرار 194.
غير أن إسرائيل عرضت إعادة اللاجئين إلى وطنهم كجزء من المفاوضات. في مؤتمر لوزان، عرضت إسرائيل إعادة 100,000 لاجئ مقابل معاهدة سلام شاملة مع الدول العربية وضم جميع الأراضي التي استولت عليها حتى اتفاقيات الهدنة عام 1949. وكان العدد سيشمل 50,000 لاجئ وجدوا بالفعل طريق عودتهم إلى ديارهم في إسرائيل. سُحب العرض بسرعة من قبل بن غوريون. [بحاجة لمصدر] وجاء عرض آخر خلال مفاوضات كامب ديفيد عام 2000 التي عرضت فيها إسرائيل السماح ل 100,000 لاجئ كحد أقصى بالعودة، على أساس اعتبارات إنسانية أو لم شمل الأسرة.

## إصدار القرار

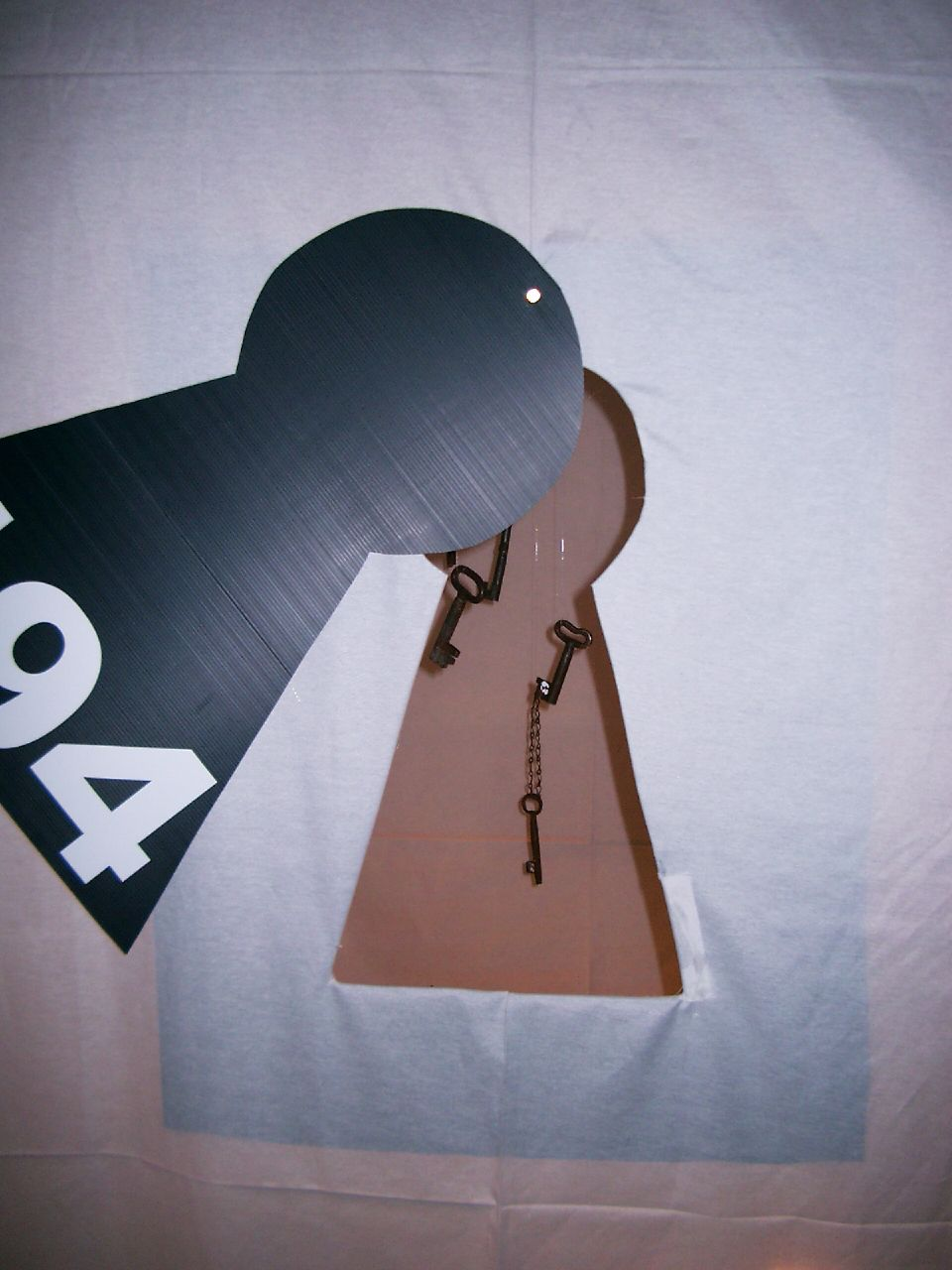
يرمز المفتاح في كثير من الأعمال الفنية الفلسطينية إلى حق عودة ورثة اللاجئين الفلسطينيين إلى بيوت آبائهم التي أخرجوا منها

تبنّى الوفد البريطاني في الجمعية العامة للأمم المتحدة اقتراح الكونت برنادوت بشأن «اللاجئين». في 11/12/1948، وبعد التصويت (مع 35، ضد 15، ممتنع 8) أصدرت الجمعية العامة للأمم المتحدة القرار رقم 194 والذي جاء في الفقرة 11 منه بأن الجمعية العامة «تقرر وجوب السماح بالعودة، في أقرب وقت ممكن للاجئين الراغبين في العودة إلى ديارهم والعيش بسلام مع جيرانهم، ووجوب دفع تعويضات عن ممتلكات الذين يقررون عدم العودة إلى ديارهم وكذلك عن كل فقدان أو خسارة أو ضرر للممتلكات بحيث يعود الشيء إلى أصله وفقاً لمبادئ القانون الدولي والعدالة، بحيث يعوّض عن ذلك الفقدان أو الخسارة أو الضرر من قبل الحكومات أو السلطات المسؤولة».
يدعو القرار إلى تطبيق حق العودة كجزء أساسي وأصيل من القانون الدولي، ويؤكد على وجوب السماح للراغبين من اللاجئين في العودة إلى ديارهم الأصلية، والخيار هنا يعود إلى صاحب الحق في أن يعود وليس لغيره أن يقرر نيابة عنه أو يمنعه، وإذا منع من العودة بالقوة، فهذا يعتبر عملاً عدوانياً.
كذلك يدعو القرار إلى عودة اللاجئين في أول فرصة ممكنة، والمقصود بهذا: عند توقف القتال عام 1948، أي عند توقيع اتفاقيات الهدنة، أولاً مع مصر في شباط/فبراير 1949 ثم لبنان والأردن، وأخيراً مع سورية في تموز 1949. ومنع إسرائيل عودة اللاجئين من هذا التاريخ إلى يومنا هذا يعتبر خرقاً مستمراً للقانون الدولي يترتب عليه تعويض اللاجئين عن معاناتهم النفسية وخسائرهم المادية، وعن حقهم في دخل ممتلكاتهم طوال الفترة السابقة.
وقد نص القرار أيضاً على إقامة لجنة توفيق تابعة للأمم المتحدة تكون مهمتها «تسهيل إعادة اللاجئين إلى وطنهم وتوطينهم من جديد وإعادة تأهيلهم الاقتصادي والاجتماعي وكذلك دفع التعويضات لهم».
يتكون قرار 194 من 15 بنداً، وفبما يلي أكثر بنود القرار أهمية:
- البند السابع: حماية الأماكن المقدسة وحرية وصول المواطنين الفلسطينيين إليها.
- البند الثامن: نزع السلاح وفرض سيطرة الأمم المتحدة على مدينة القدس.
- البند التاسع: حرية الوصول إلى مدينة القدس.
- البند الحادي عشر: حق العودة للاجئين.

### الاقتراع
أظهر الشعب الفلسطيني دعمه القوي لحق العودة على أساس القرار 194. وفي استطلاع للرأي أجراه إيليا زوريك في عام 1999، قال نحو 61.4 في المائة من الفلسطينيين في إسرائيل إن الحل السليم لمسألة اللاجئين ينبغي أن يستند إلى القرار 194 ووجد نصفهم تقريبا هذا الحل عمليا؛ في الأراضي الفلسطينية المحتلة، اعتبر أكثر من 80 في المائة من الفلسطينيين القرار 194 حلا عادلا لمشكلة اللاجئين، ورأى حوالي 50 في المائة أن تنفيذ القرار 194 أمر ممكن. وعلى النقيض من ذلك، اعتقد أقل من 5% من اليهود الإسرائيليين أن القرار 194 كان عادلاً أو ممكناً.

## نتائج التصويت
وكانت نتيجة التصويت كما يلي:
'لصالح
الأرجنتين، أستراليا، بلجيكا، البرازيل، كندا، الصين، كولومبيا، الدانمرك، الجمهورية الدومينيكية، إكوادور، السلفادور، إثيوبيا، فرنسا، اليونان، هايتي، هندوراس، آيسلندا، ليبريا، لكسمبرغ، هولندا، نيوزيلندا، نيكاراغوا، النرويج، بنما، باراغواي، بيرو، الفلبين، جنوب أفريقيا، السويد، تايلند، تركيا، المملكة المتحدة، الولايات المتحدة، أوروغواي، فنزويلا.
ضد
أفغانستان، جمهورية بيلوروس الاشتراكية السوفياتية، كوبا، تشيكوسلوفاكيا، مصر، العراق، لبنان، باكستان، بولندا، المملكة العربية السعودية، سوريا، جمهورية أوكرانيا الاشتراكية السوفياتية، اتحاد الجمهوريات الاشتراكية السوفياتية، اليمن، يوغوسلافيا.
عدم التصويت
بوليفيا، بورما، شيلي، كوستاريكا، غواتيمالا، الهند، إيران، المكسيك.

## القرارات ذات الصلة
وقد دعا قرار مجلس الأمن رقم 237، الذي اعتمد في أعقاب حرب 1967 إسرائيل إلى "تسهيل عودة السكان الذين فروا من المناطق [التي تحتلها إسرائيل] منذ اندلاع حرب الأيام الستة".

## عدم تنفيذ القرار
عندما وافقت الجمعية العامة للأمم المتحدة على طلب إسرائيل الانضمام إلى الأمم المتحدة، جاء في قرارها رقم 273 أنه جاء بناءً على تعهد إسرائيل بتنفيذ القرار رقم 194 (قرار حق العودة للاجئين الفلسطينيين).
لم تنفذ إسرائيل القرار. كانت الأمم المتحدة تجدد قلقها حول عدم تنفيذ القرار كل سنة تقريباً وتطالب إسرائيل بحق اللاجئين في استغلال ممتلكاتهم عن طريق الإيجار أو الزراعة أو الاستفادة بأي شكل. ولكنها لم تتخذ أي خطوات عملية لتنفيذه.

## هل يعني هذا أن للاجئ الخيار بين العودة أو التعويض؟
هذا غير صحيح. لكل لاجئ الحق في العودة بالإضافة إلى التعويض أيضاً. فهما حقان متلازمان، ولا يلغي أحدهما الآخر (انظر نص التعويض).

## أهمية القرار بالنسبة للاجئين الفلسطينيين
أولاً: لأنه اعتبر الفلسطينيين شعباً طرد من أرضه، وله الحق في العودة كشعب وليس كمجموعة أفراد متضررين من الحروب مثل حالات كثيرة أخرى. وهذا الاعتبار فريد من نوعه في تاريخ الأمم المتحدة، ولا يوجد له نظير في أي حالة أخرى، ولذلك يجب التمسك به.
ثانياً: أنه وضع آلية متكاملة لعودة اللاجئين من عدة عناصر:
- العنصر الأول: أكد عل حقهم في العودة إذا اختاروا ذلك، في أول فرصة ممكنة، وكذلك تعويضهم عن جميع خسائرهم، كل حسب مقدار خسائره، سواء عاد أم لم يعد.
- العنصر الثاني: إنشاء مؤسسة دولية لإغاثتهم من حيث الطعام والصحة والتعليم والمسكن إلى أن تتم عودتهم، وهذه المؤسسة أصبح اسمها فيما بعد وكالة الغوث (الأونروا).
- العنصر الثالث: إنشاء «لجنة التوفيق الدولية» لتقوم بمهمة تسهيل عودتهم وإعادة تأهيلهم الاقتصادي والاجتماعي.

لهذه الأسباب تعمل (إسرائيل) ومؤيدوها كل جهدها لإلغاء قرار 194 واستبداله بقرار آخر وحل وكالة الغوث، لأن قرار 194 وما نتج عنه مثل وكالة الغوث يمثل الدليل القانوني والمادي لحقوق اللاجئين.